# 李培真
李培真，字复初，河南夏邑縣人，明末清初政治人物、進士出身。

## 生平
順治三年（1646年），丙戌科登進士，選國史院庶吉士。散館后授翰林院檢討，后官至揚州道。
李培真17岁庚申年考上童试，33岁丙子年开始食禄，走上仕途。42岁乙酉年通过明习经学，被人推荐当上县官，43岁丙戌年进补任命为翰林院庶吉士，46岁己丑年参加会试答题3道。清代会试试题都是三道，曰诗三房。47岁庚寅年请探亲假回老家，修父亲和叔叔两个人的坟和碑，49岁回到京城继续任职，升任右春坊右赞善，春坊，就是太子宫的下属单位，右赞善是官名，为太子宫的秘书科副科长。李培真50岁升任扬州海防兵备道副使，因为清朝是闭关政策，海防就是海军了。赐李培真进士及第中宪大夫，这是荣誉称号，任命为扬州海防兵备道副使，兼管河道清理、盐粮饷的运输、扬州驿站管理，还兼任江南地区按察副使，同时兼任着右春坊右赞善和翰林院检讨，这个检讨也是官职，相当于编修。据河南文献记载：李培真清顺治三年(1646)第3甲28名是明清进士。